# Holmebåen
Holmebåen és un punt situat a la petita illa de Steinsøy en un arxipèlag de petites illes al nord-oest de les illes Utvær al municipi de Solund, al comtat de Sogn og Fjordane, Noruega. Es troba a uns 18 quilòmetres a l'oest del centre municipal de Hardbakke. Holmebåen és el punt més occidental de Noruega continental (sense comptar l'illa de Jan Mayen).